# アラケン
アラケン（本名：荒川 賢一〈あらかわ けんいち〉、12月15日 - ）は、日本の放送作家、脚本家、演出家、元お笑い芸人。

## 略歴
- 福島県郡山市出身。
- 福島県立安積高等学校卒業。
- 1994年、高校時代の同級生とお笑いコンビ「てんぐるーす」を結成。1996年解散。
- 1997年にお笑いコンビ「ニレンジャー」に加入するが、2002年脱退。2007年頃より、放送作家、脚本家としての活動を始める。
- 2017年に明治大学文学部社会心理学科に社会人入学する[1]。
- 2020年に伊豆半島の8世帯しかない集落に移住する[2]。

## 人物・エピソード
- お笑いコンビアンバランスの山本栄治と非常に仲が良く、昔一緒に住んでいたことがある。
- モノマネタレント原口あきまさと3ヶ月程「さすらいレストラン」というお笑いコンビを組んでいたことがある。コンビの命名はつんく♂。
- 森高千里の大ファンである。CD、写真集など多数所有していたが実家が火事で全焼し全て消失。

## 脚本

### ドラマ
- マメシバ一郎（脚本協力）(2011年、テレビ神奈川他)

### 映画
- YOSHIMOTO DIRECTOR'S 100～100人が映画撮りました～2丁拳銃小堀裕之監督作品『my』脚本協力(2008年)
- NICE GIRLムービー!ブタ玉伝説(2008年　原案・つんく♂)

### 舞台
- つんく♂THEATER（主な出演者はNICE GIRL プロジェクト!、ハロプロエッグのメンバーである）
  - 『CRY FOR HELP!〜宇宙ステーション近くの売店にて〜』(2006年)
  - 『手を挙げろ!健康強盗だ』(2007年)
  - 『青春グラフィティ〜初恋のカケラ〜』(2007年)
  - 『あぁ 女子合唱部〜栄光のかけら〜』(2007年)
  - 『青春グラフィティ〜ねえ お姉さん〜』(2008年)
  - 『あぁ 女子合唱部〜栄光のかけら 2008 〜』(2008年)
  - 『せんせい、だいすき』(2009年)
  - 『スターはつらいよ』(2010年)
- 『RE:SET』(2009年)
- FIRE HIP'S(2014年)　…東貴博が旗揚げした演劇ユニット。2014年から脚本担当。

### DVDドラマ
- Rainbow Boys（レインボーボーイズ）
- 温水洋一と吉田照美の気弱な男の反抗術（オープニング、第4話反抗の朝ごはん、第5話反抗のシュークリーム脚本担当）

## 構成

### テレビ
- ライオンのごきげんよう（フジテレビ）
- Xマン〜何か聞きたいことある？〜（フジテレビ）
- Toshl Café 客は又吉〜こだわりのメニューを作る旅〜（フジテレビ）
- キョクターン（TBS）
- キョクターン2（TBS）
- あやまんJAPANの旅するオーディション（とちぎテレビ）
- お金がなくても幸せライフ がんばれプアーズ!（テレビ東京）
- MUSiC×iD （スペースシャワーTV）
- 勝手にキャッチコピー委員会（テレビ東京）
- TOKYOプレゼンナイト（フジテレビ）
- つんつべ♂（MXテレビ）
- バク音（MXテレビ）
- アキバノドコカ（MXテレビ）
- 有のめ（BeeTV）
- 交換少女 ～アノ娘の街に住んでみた～（テレビ東京）
- アキバノドコカ（MXテレビ）

他多数

### ラジオ
- ハイパーナイト・ポッシきゃな?（CBCラジオ）
- タイムマシーン3号のオールナイトニッポンR（ニッポン放送）
- 三代目 J Soul Brothers 山下健二郎のオールナイトニッポン（ニッポン放送）
- 東貴博のオールナイトニッポンGOLD（ニッポン放送）
- Faint⋆Star有言実行！〜やらなきゃ何も始まらない〜（2014年8月 -、ソラトニワFM）- 生放送のFMラジオ番組

### コンサート
- 『'08夏ナイスガールプロジェクト!エモーショナルライブ～ミラクル　セクシー　ダイナマイト～』構成協力(2008年)
- 『ナイスガールプロジェクト!2009 SUMMER LIVE～ナイスバケーション!～』構成協力(2009年)
- 『T4（紫吹淳、湖月わたる、彩輝なお、貴城けい）ファーストコンサート』構成(2009年)
- 『ジェロ ファーストコンサートツアー“一期一会”』構成(2009年)
- 『ジェロ セカンドコンサートツアー“温故知新”』構成(2009年)
- 『 真野恵里菜 コンサートツアー2011〜ハタチの乙女 801DAYS〜』構成(2011年5月28日・6月11日、2都市4公演)
- 『 真野恵里菜 コンサートツアー2012〜DATE〜』構成(2012年6月9日・6月16日・6月23日、3都市6公演)
- 『 真野恵里菜 コンサートツアー2013「OTOME LEGEND〜For the Best Friends』構成(2013年2月23日、中野サンプラザ 2公演)
- 『 真野恵里菜 コンサートツアー2014「again〜ライブハウスで燃え尽きよう！〜」』構成(2014年6月8日・6月29日、2都市4公演)
- 『 ハロプロ研修生 Hello! Project 研修生発表会』構成(2015年3月〜)
- 『 petit milady 2nd LIVE!キュートでポップなトゥインクル級王座決定戦！〜スキ キライ キライ 大スキ♡〜　構成演出（ 有明コロシアム）

他多数

### イベント
- モーニング娘。、真野恵里菜、℃-uteなどハロー!プロジェクト関連のイベントのMC・構成・演出を多数務める。

### WEB
- つんく♂TV!
- アイドル学園（2012年2月2日開始 、ニコジョッキー）毎週木曜日19時〜
- 萌えろ！エンジェルちゃん（ニコニコ動画）

## 出演

### テレビ
- つんつべ♂（MXテレビ）※不定期出演中
- 現役小中高生によるアイドル学園（　2012年2月2日開始 、ニコジョッキー）　毎週木曜日19時〜

### ラジオ
- MANO-DELI（エフエム富士、2009年4月～2011年3月）
- RIHO-DELI（エフエム富士、2011年4月～2014年12月）

真野恵里菜及び後任の鞘師里保の相方・デリを担当

### 舞台
- 雨上がり決死隊単独ライブ　理由なきサブマリン
- 『CRY FOR HELP!〜宇宙ステーション近くの売店にて〜』(2006年)
- 『手を挙げろ!健康強盗だ』(2007年)